# Генерални структурни електрични продукти Италија (Бергамо)
Генерални структурни електрични продукти Италија је насеље у Италији у округу Бергамо, региону Ломбардија.
Према процени из 2011. у насељу је живело 4 становника. Насеље се налази на надморској висини од 160 м.